# Ambatomena (Antsirabe II)
 (novembre 2020).
Ambatomena est une commune urbaine malgache, située dans la partie centre-est de la région de Vakinankaratra.
Ambatomena est une commune rurale malgache située à l'est d'Antsirabe, elle est généralement placée au nord de Soanindrariny avec de route secondaire.[pas clair]